# Heliolus brevicornis
Heliolus brevicornis là một loài bọ cánh cứng trong họ Cerambycidae.